# ユニオン郡区 (アイオワ州ブラックホーク郡)
ユニオン郡区は、アメリカ合衆国、アイオワ州、ブラックホーク郡にある17の郡区の一つである。2000年の国勢調査で、人口は941人だった。

## 地理
ユニオン郡区は、47.3平方キロメートル（18.27平方マイル)で、組み込まれている自治体(incorporated settlements)は存在しない。アメリカ地質調査所によると、この郡区はFinchfordとFinchford CemeteyとGerholdtの3つの霊園が含まれている。